# 迪克·科斯特洛
理查德·迪克·科斯特洛（英語：Richard William Costolo；/ˈkɒstəloʊ/，1963年9月10日—）是一名美國企業家，於2010年至2015年擔任Twitter的執行長，在此之前為其營運長。他於2010年10月接替埃文·威廉姆斯成為執行長。2015年6月11日，Twitter宣布科斯特洛將於2015年7月1日卸任執行長一職，並由Twitter聯合創始人兼董事長傑克·多西臨時接替，直至董事會找到適任的接替者 。據《紐約時報》於2015年8月8日的報導，科斯特洛將在年底或任命新的執行長時離開Twitter的董事會。

## 事業
科斯特洛出生於密西根州皇家橡。1985年，他在密西根大學獲得計算機與通訊科學系的理學學士學位。畢業後，他決定婉拒技術公司的邀請，並搬到芝加哥從事即興喜劇工作。
在芝加哥的即興表演生涯結束後，科斯特洛在埃森哲諮詢公司工作了8年，是產品與技術組的高級經理。之後他與別人共同創辦了Burning Door Networked Media，這是一家網頁設計和開發諮詢公司，於1996年10月被Digital Knowledge Assets收購。之後他與別人合夥創辦了網頁監控服務SpyOnIt，該公司於2000年9月被賣給724 Solutions。
2004年，科斯特洛與埃里克·倫特（Eric Lunt）、史蒂夫·奧萊霍夫斯基（Steve Olechowski）和馬特·肖貝（Matt Shobe）一起創辦訊息來源管理供應商FeedBurner。2007年Google收購FeedBurner後，科斯特洛成為該搜尋巨頭的僱員，之後開始在Google的其他領域工作。2009年7月，他離開了Google，並在兩個月後宣布加入Twitter，擔任其營運長。雖然他在2010年接管執行長的職位應該為臨時的，當時的執行長埃文·威廉姆斯正在休陪產假，但最後成為永久職位。2011年，他在談到Twitter時宣稱：「我們是言論自由黨的言論自由部門。」
2011年5月，歐巴馬總統任命科斯特洛為國家安全電信諮詢委員會成員，同時還有微軟可信計算集團的企業副總裁斯科特·查尼（Scott Charney）和邁克菲安全總裁大衛·德沃特（David DeWalt）。
2012年1月，他在評論維基百科的停電計畫後，被捲入《禁止網路盜版法案》的爭議中。他對此回應：「這實在太愚蠢了。為了應對單一問題的國家政治而關閉一個全球企業是愚蠢的。」
2013年，《商業內幕》稱他為「矽谷最令人印象深刻的執行長之一」，而《時代》雜誌將他評為美國十大最具影響力的科技執行長之一。2013年5月4日，科斯特洛在密西根大學畢業班的2013年春季畢業典禮上發表致詞。
2015年，科斯特洛的一份備忘錄被洩漏，其中寫道他對Twitter處理小白與謾罵的糟糕程度「坦然地感到羞愧」。他說：「我們在處理平台上的謾罵和小白方面很糟糕，我們已經糟糕了很多年」，並承認Twitter因此而失去許多用戶。
2015年10月，科斯特洛被聘為HBO電視劇的顧問，他也在該系列的兩集節目中出現。
2015年12月，科斯特洛宣布他加入了Patreon的董事會，這是一家幫助藝術家為其創作項目籌集資金的創業公司。
2016年1月，科斯特洛宣布他將與Fifty的執行長布萊恩·奧基（Bryan Oki）一起推出一家健身新創公司。這兩位聯合創始人正在「建立一個軟體平台，重新想像葛仁健身的途徑」。
2016年2月，科斯特洛加入Index Ventures成為其合夥人。

## 爭議
2020年10月，科斯特洛的一些推文受到爭議。在他發布的一條批評加密貨幣公司Coinbase與其執行長布萊恩·阿姆斯壯拒絕參與某些社會和政治活動（例如黑人的命也是命）的主題中，科斯特洛寫道：
那些認為你可以把社會和商業分開的「唯我獨尊」的資本家將成為革命中第一個被排在牆邊槍斃的人。我很樂意提供影片評論。——迪克·科斯特洛